# Asynarchus mutatus
Asynarchus mutatus är en nattsländeart som först beskrevs av Hagen 1861.  Asynarchus mutatus ingår i släktet Asynarchus och familjen husmasknattsländor. Inga underarter finns listade i Catalogue of Life.